# Mandasuchus
Mandasuchus é um gênero extinto de arcossauro membro do clado Pseudosuchia do Triássico Médio (Anisiano) da Tanzania.

## Taxonomia
O nome Mandasuchus foi cunhado pela primeira vez em uma tese de 1956 pelo paleontólogo britânico Alan Charig junto com o afanossauro Teleocrater. Um artigo de 1965 de Charig e colegas sugeriu que Mandasuchus era um possível ancestral dos sauropodomorfos, mas Romer (1966) agrupou Mandasuchus com Prestosuchus na nova família Prestosuchidae. Parrish (1993) considerou Mandasuchus congenérico com Prestosuchus, mas reteve o julgamento pendente da descrição do material Mandasuchus. O gênero Mandasuchus foi finalmente descrito como um táxon distinto em um artigo publicado em 2018.